# Douât
Pour un article plus général, voir Au-delà (Égypte antique).

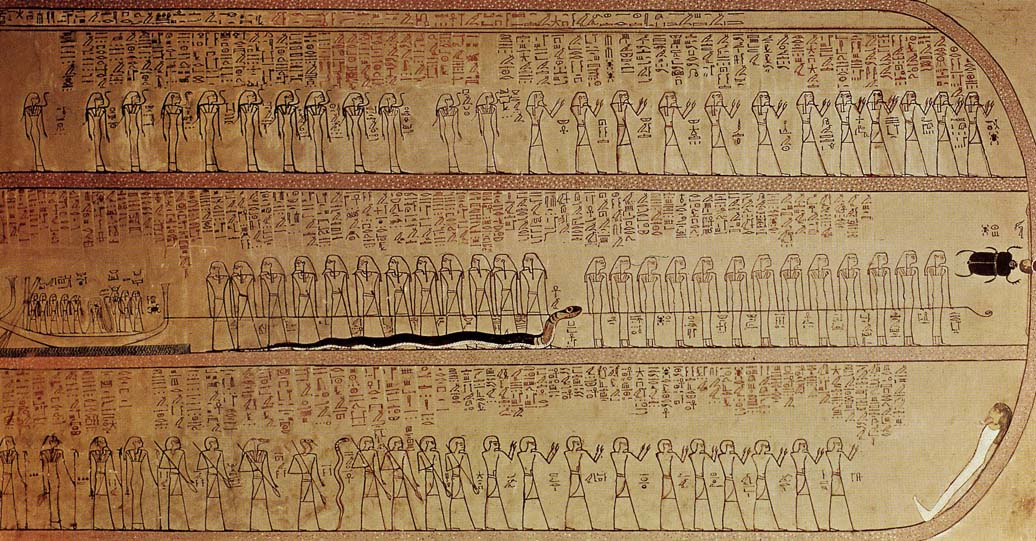
La Douât représentée sur le Livre de l'Amdouat, dans la chambre mortuaire du pharaon Thoutmôsis III (KV34 vallée des Rois, Thèbes Ouest)

La Douât est — dans la mythologie égyptienne — le lieu de passage de Rê pendant les heures de la nuit, quand il voyage quotidiennement d'ouest en est, et c'est là qu'il doit lutter contre Apophis qui incarne le chaos primordial pour qu'il puisse se lever chaque matin et ramener la lumière et l'ordre sur la terre. Cette lutte se fait par l'entremise de sa fille Bastet, la déesse chatte contre le dieu-serpent géant. Par analogie, la Douât symbolise le séjour dans l'au-delà de l'âme des défunts après leur mort, en attendant qu'ils ressuscitent en même temps que le Soleil. Il s'agit d'un monde d'épreuves, divisé en douze heures.
C'est un monde souterrain dans lequel les éléments ne sont pas conditionnés par l'espace-temps. Selon Fernand Schwarz[réf. à confirmer], « On peut faire l'analogie entre la Douât qui contient les matrices et le négatif d'une photo, le positif étant notre monde d'ici-bas. »